# Хунза (княжество)
Хунза (перс. هنزه‎‎, урду ہنزہ‎‎), также известный как Канджут (перс. کانجوت‎‎; урду کنجوت‎‎), был Бурушо княжество на территории современного региона Пакистана Гилгит-Балтистан, населённое буришами. Хотя оно находилось под сюзеренитетом княжества Джамму и Кашмир, оно не входило в его состав и имело статус отдельного государства. Первоначально оно функционировало как княжество, а с 1892 года  до августа 1947 года стало княжеством в рамках дополнительного союза с Британской Индией. В течение короткого периода в три месяца после обретения независимости оно оставалось вне альянса, а затем с ноября 1947 года по 1974 год сохраняло свой статус княжества в составе Пакистана. Территория Хунзы в настоящее время составляет самую северную часть провинции Гилгит-Балтистан в Пакистане.
Княжество граничило с агентством Гилгит на юге, с бывшим княжеством Нагар на востоке, с китайской провинцией Синьцзян на северо-востоке и с Афганистаном на северо-западе. Столицей государства был Балтит (также известный как Каримабад). Княжество Хунза в настоящее время является округом Хунза в регионе Гилгит-Балтистан в Пакистане.

## История
Хунза веками была независимым княжеством. Ею правили Миры Хунзы, носившие титул "Тум".
Начиная примерно с примерно с 1760 г. или 1761 г., Хунза поддерживала отношения с Китаем, признавая Китай своим сузереном. Правители Хунзы возводили свою родословную к Александру Македонскому. По их мнению, именно они, и император Китая играли важнейшую роль в руководстве миром. В истории были случаи, когда канджуты, жители Хунзы, совершали набеги в горных районах в  Каракоруме и Куньлуне, включая такие районы, как Хайдулла, где проживали некоторые кочевые группы киргизов. Эти набеги иногда приводили к тому, что киргизов уводили в рабство и впоследствии продавали китайским властям.
С 1847 года Мир Хунзы номинально присягнул Китаю. Мир Газанфур-хан помог Китаю в борьбе с уйгурскими сепаратистскими восстаниями Джахангир-ходжи в Яркенде, после чего Китай предоставил Хунзе джагир (земельные владения под определённые условия) в Яркенде и выплатил ему субсидию.. В 1860 году миры платили дань династии Догра после завоевания ими Гилгита, и Хунза стала данником как Кашмир, так и Китая. Последний полностью независимый правитель, Мир Сафдар Хан, правивший с 1886 года, бежал в Китай после вторжения британцев.
В конце XIX века Хунза оказалась втянута в Большую игру – соперничество между Великобританией и Россией за контроль над северными подступами к Индии. Британцы подозревали, что Россия связана «с правителями мелких государств на северной границе Кашмира». В 1888 году русский капитан Бронислав Громбчевский посетил Хунзу,. А в следующем году британский капитан Фрэнсис Янгхазбенд посетил Хунзу, чтобы выразить британское недовольство набегами канджутцев на Раскем (верховья реки Яркенд). Янгхазбенд составил невысокое мнение о правителе Сафдаре Али, назвав его «сволочью и недостойным править таким прекрасным народом, как народ Хунзы».
В 1891 году британцы начали Хунза-Нагарскую кампанию и взяли под контроль Хунзу и соседнюю долину Нагар. Мир, Сафдар-хан, бежал в Китай вместе со своими двумя братьями, принцем Мухаммадом Нафис-ханом и принцем Мухаммадом Назим-ханом.
Принц Мухаммад Нафис Хан был основным претендентом на титул Мира Хунзы как старший сын Мир Газан Хана I. Однако в сентябре 1892 года британцы назначили его младшего брата Мухаммада Назим Хана миром. Хунза стала "туземным княжеством" в дочернем союзе с Британской Индией, статус, который она сохраняла до 1947 года. Правительство Гоминьдана Китайской Республики вело секретные переговоры с миром Хунзы о восстановлении прежних отношений государства с Китаем на фоне раздела Британской Индии, при этом государство Хунза было бы независимым от Индии и Пакистана. Гоминьдан также планировал расширить своё влияние на Кашмир, воспользовавшись слабостью недавно обретшей независимость Индии. Однако из-за индо-пакистанской войны 1947 года в Кашмире, правитель Хунзы передумал и присоединился к Пакистану после переворота против Индии в Гилгите.